# Grič (Žumberak)
Grič je naseljeno mjesto u Republici Hrvatskoj u Zagrebačkoj županiji. 

## Zemljopis
Administrativno je u sastavu općine Žumberak. Naselje se proteže na površini od 5,83 km².

## Stanovništvo
Prema popisu stanovništva iz 2001. godine u naselju Grič živi 19 stanovnika i to u 7 kućanstava. Gustoća naseljenosti iznosi 3,26 st./km².
| broj stanovnika | 44    | 60    | 59    | 67    | 66    | 59    | 67    | 67    | 73    | 69    | 56    | 55    | 54    | 38    | 19    | 14    | 7     |
|                 | 1857. | 1869. | 1880. | 1890. | 1900. | 1910. | 1921. | 1931. | 1948. | 1953. | 1961. | 1971. | 1981. | 1991. | 2001. | 2011. | 2021. |